# Колетти, Стефано
Стефано Колетти (фр. Stefano Coletti, родился 6 апреля 1989 в Монте-Карло) — автогонщик из Монако.

## Карьера

### Картинг
У Колетти была успешная карьера в картинге перед тем как он перешёл в серии гонок с открытыми колёсами. В 2003 он завершил сезон в ранге вице-чемпиона в категории «Italian Open Masters ICA Junior». В 2004 он стал обладателем титулов в «Трофее Андреа Маргутти» и европейском чемпионате «ICA Junior», опередив Шарля Пика, Хайме Альгерсуари и Жюля Бьянки.

### Формула-БМВ
В 2005 Колетти перешёл в формульные гонки, присоединившись к команде «Eifelland Racing» для участия в чемпионате «Формула-БМВ ADAC» и занял восемнадцатое место в личном зачёте. Также он принял участие в мировом финале Формулы-БМВ в Бахрейне за команду «ASL Team Mücke Motorsport» и финишировал на двадцать-пятом месте.
Он продолжил участие в чемпионате в 2006, четыре раза побывал на подиуме, включая единственную победу и на этот раз занял седьмое место по итогам сезона. Также монегаск принял участие в четырёх гонках «Формулы-БМВ США» и выиграл три из них, завершив сезон на пятой позиции, несмотря на пропуск значительной части чемпионата. Колетти снова выступил в мировом финале «Формулы-БМВ», который проходил на трассе Валенсия, где он финишировал третьим, позади Мики Мяки и победителя гонки Кристиана Фиториса.

### Формула-Рено
В августе 2006 года Колетти совершил свой дебют в серии «Еврокубок Формулы-Рено 2.0», где он выступал за команды «Cram Competition» и «Motopark Academy», но так и не смог заработать хотя бы одного очка за шесть гонок в которых он выступал.
В 2007 он присоединился к испанской команде «Epsilon Euskadi» для участия в «Еврокубке» и чемпионате Итальянской Формулы-Рено 2.0. Колетти занял четвёртое место в зачёте «Еврокубка» с победой на Хунгароринге и ещё двумя подиумами, а в итальянской серии он одержал две победы (обе в Мизано) и завершил сезон на десятом месте.

### Формула-3

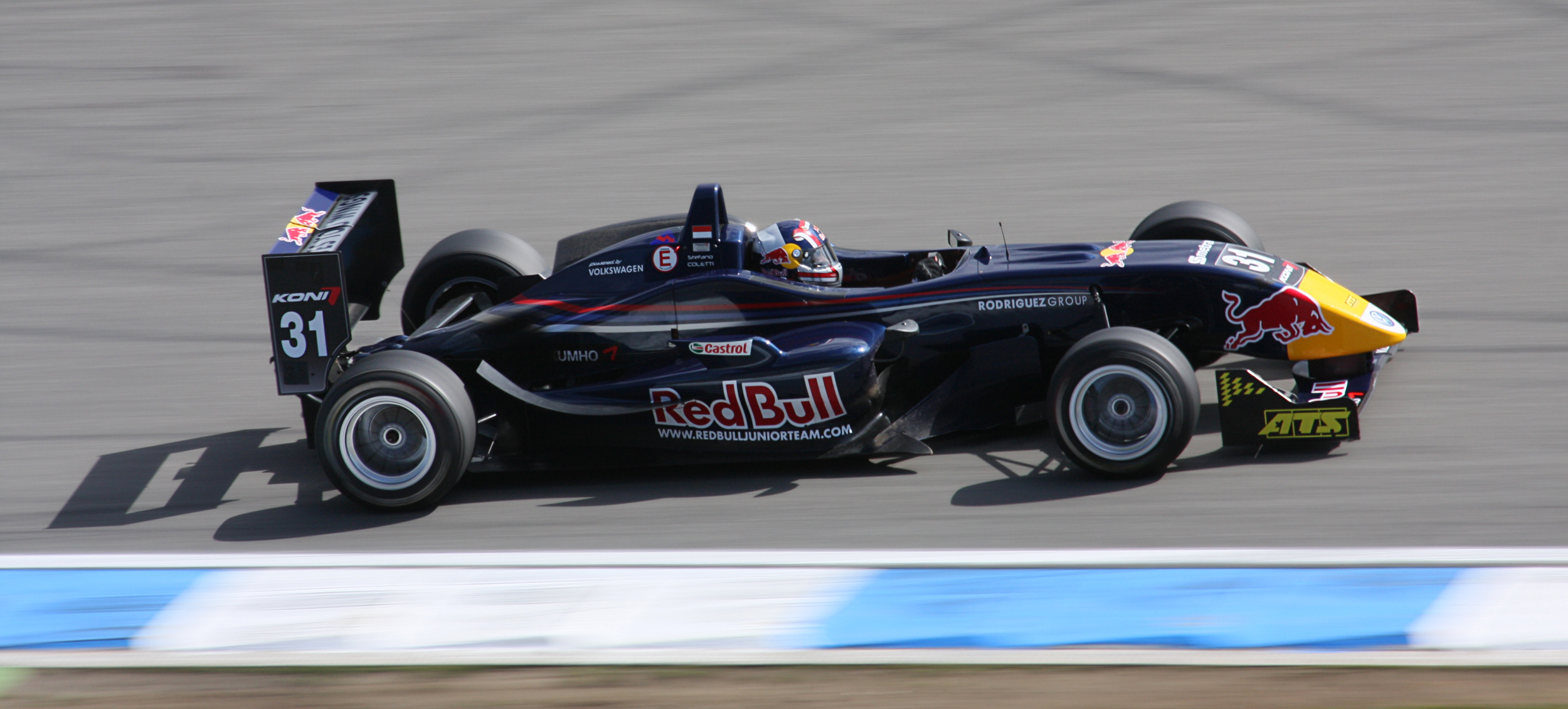
Колетти выступает на открывающем чемпионат этапе сезона 2008 Евросерии Формулы-3 в Хоккенхайме.

Колетти перешёл в «Евросерию Формулы-3» для выступления в сезоне 2008, присоединившись к французской команде «Signature-Plus». Однако, он покинул команду после первых четырёх гонок, поскольку он лишился места в программе поддержки пилотов Red Bull. Колетти пропустил следующий этап в По, перед тем как присоединиться к итальянской команде «Prema Powerteam», с которой он провёл оставшуюся часть сезона. Его лучшим результатом стало четвёртое место на предпоследней гонке сезона в Хоккенхайме, а сезон завершил на двадцатой позиции. Он также принял участие во внезачётных гонках «Формула-3 Мастерс» и Гран-при Макао, но сошёл в обоих.
В январе 2009 года «Prema» объявила, что Колетти останется с командой и примет участие в сезоне 2009. На первой гонке сезона в Хоккенхайм Колетти квалифицировался вторым и впоследствии, одержал свою первую победу в серии. В следующем месяце Колетти принял участие в «Формуле-3 Мастерс» в Зандвоорте, квалифицировался четвёртым и финишировал третьим позади финнов Мики Мяки и победителя гонки Валттери Боттас.
Коллети в данный момент занимает девятое место в зачёте «Евросерии», однако он был вовлечён в противоречивый инцидент после первой гонки на Норисринге. Он занимал третье место в чемпионате, но Колетти ударил по лицу победителя гонки Жюля Бьянки. Колетти высказал мнение что Бьянки сказал ему "нехорошие слова" и он ударил пилота «ART Grand Prix» и лидера чемпионата. Колетти был дисквалифицирован и исключён из протоколов второй гонки.

### Мировая серия Рено
В ноябре 2008 Колетти впервые опробовал Мировоую серию Рено, проводя тесты за итальянскую команду «RC Motorsport» в Валенсии вместе с бывшим пилотом GP2 — испанцем Энди Соучеком. 15 мая 2009 было объявлено что Колетти проведёт гонку за «Prema Powerteam» на этапе в Монако сезона Мировой серии Рено и заменит Франки Провенцано. Первоначально он финишировал одиннадцатым, но после того как Марко Барба получил штраф 25 секунд к итоговому времени, Колетти был передвинут на десятое место и заработал своё единственное очко.

### GP2
Колетти совершит свой дебют в GP2 на городской трассе Валенсия, где он в команде «Durango» заменит, перешедшего в «Barwa Addax» Давиде Вальсекки.

## Результаты выступлений

### Гоночная карьера
| Сезон | Серия                        | Команда                 | Гонки | Победы | Поулы | БК | Подиумы | Очки | Место |
| ----- | ---------------------------- | ----------------------- | ----- | ------ | ----- | -- | ------- | ---- | ----- |
| 2005  | Формула-БМВ ADAC             | Eifelland Racing        | 20    | 0      | 0     | 0  | 0       | 13   | 18    |
| 2006  | Формула-БМВ ADAC             | ADAC Berlin-Brandenburg | 16    | 1      | 0     | 2  | 4       | 103  | 7     |
| 2006  | Еврокубок Формулы-Рено 2.0   | Cram Competition        | 6     | 0      | 0     | 0  | 0       | 0    | НКЛ   |
| 2006  | Еврокубок Формулы-Рено 2.0   | Motopark Academy        | 6     | 0      | 0     | 0  | 0       | 0    | НКЛ   |
| 2006  | Формула-БМВ США              | Eurointernational       | 4     | 3      | 2     | 2  | 4       | 75   | 5     |
| 2007  | Еврокубок Формулы-Рено 2.0   | Epsilon Euskadi         | 14    | 1      | 1     | 0  | 3       | 71   | 4     |
| 2007  | Итальянская Формула-Рено 2.0 | Epsilon Euskadi         | 14    | 2      | 1     | 0  | 3       | 164  | 10    |
| 2008  | Евросерия Формулы-3          | Signature-Plus          | 18    | 0      | 0     | 0  | 0       | 6.5  | 20    |
| 2008  | Евросерия Формулы-3          | Prema Powerteam         | 18    | 0      | 0     | 0  | 0       | 6.5  | 20    |
| 2009  | Евросерия Формулы-3          | Prema Powerteam         | 11    | 1      | 0     | 2  | 2       | 19*  | 9*    |
| 2009  | Мировая серия Рено           | Prema Powerteam         | 1     | 0      | 0     | 0  | 0       | 1*   | 24*   |
| 2009  | GP2                          | Durango                 | 0     | 0      | 0     | 0  | 0       | 0    | —     |

### Результаты выступлений в серии GP2
| Легенда к таблице |                                                                    |
| --- | ------------------------------------------------------------------ |
| В таблице перечислены результаты всех гонок, в которых принимал участие гонщик. Строками таблицы являются сезоны, столбцами — этапы соревнований. В каждой клетке указаны сокращённое название этапа и результат, дополнительно обозначенный цветом. Расшифровка обозначений и цветов представлена в нижеследующей таблице. |                                                                    |
| \| Пример \| Описание \| \| ------------ \| ------------------------------------------------------------------ \| \| 1 \| Победитель \| \| 2 \| Второе место \| \| 3 \| Третье место \| \| 5 \| Финишировал, заработав очки \| \| Сход \| Не финишировал, но при этом заработал очки \| \| 12 \| Финишировал, не получив очков \| \| НКЛ \| Финишировал, но не попал в финальную классификацию \| \| 15 \| Участвовал вне зачёта, либо по отдельной классификации \| \| 18 \| Не финишировал, но попал в финальную классификацию \| \| Сход \| Не финишировал \| \| НКВ \| Не прошёл квалификацию \| \| НПКВ \| Не прошёл предквалификацию \| \| ДСК \| Дисквалифицирован \| \| ИСК \| Исключён из протокола соревнований \| \| ТТ \| Заявлен для участия только в тренировках \| \| НС \| Участвовал в квалификации, но не стартовал в гонке \| \| Т \| Травмирован или болен \| \| ОТК \| Отказ от участия \| \| НТР \| Прибыл на соревнования, но на трассу не выезжал \| \| НПР \| Был заявлен в числе участников, но не прибыл к началу соревнований \| \| О \| Соревнования отменены \| \| \| Не участвовал \| \| Поул-позиция \| \| \| Быстрый круг \| \| |                                                                    |
| Пример | Описание                                                           |
| 1 | Победитель                                                         |
| 2 | Второе место                                                       |
| 3 | Третье место                                                       |
| 5 | Финишировал, заработав очки                                        |
| Сход | Не финишировал, но при этом заработал очки                         |
| 12 | Финишировал, не получив очков                                      |
| НКЛ | Финишировал, но не попал в финальную классификацию                 |
| 15 | Участвовал вне зачёта, либо по отдельной классификации             |
| 18 | Не финишировал, но попал в финальную классификацию                 |
| Сход | Не финишировал                                                     |
| НКВ | Не прошёл квалификацию                                             |
| НПКВ | Не прошёл предквалификацию                                         |
| ДСК | Дисквалифицирован                                                  |
| ИСК | Исключён из протокола соревнований                                 |
| ТТ | Заявлен для участия только в тренировках                           |
| НС | Участвовал в квалификации, но не стартовал в гонке                 |
| Т | Травмирован или болен                                              |
| ОТК | Отказ от участия                                                   |
| НТР | Прибыл на соревнования, но на трассу не выезжал                    |
| НПР | Был заявлен в числе участников, но не прибыл к началу соревнований |
| О | Соревнования отменены                                              |
| | Не участвовал                                                      |
| Поул-позиция |                                                                    |
| Быстрый круг |                                                                    |

| Год  | Команда | 1     | 2     | 3     | 4     | 5     | 6     | 7     | 8     | 9     | 10    | 11    | 12    | 13    | 14    | 15    | 16    | 17    | 18    | 19    | 20    | ЛЗ | Очки |
| ---- | ------- | ----- | ----- | ----- | ----- | ----- | ----- | ----- | ----- | ----- | ----- | ----- | ----- | ----- | ----- | ----- | ----- | ----- | ----- | ----- | ----- | -- | ---- |
| 2009 | Durango | ИСП 1 | ИСП 2 | МОН 1 | МОН 2 | ТУЦ 1 | ТУЦ 2 | ВЕЛ 1 | ВЕЛ 2 | ГЕР 1 | ГЕР 2 | ВЕН 1 | ВЕН 2 | ЕВР 1 | ЕВР 2 | БЕЛ 1 | БЕЛ 2 | ИТА 1 | ИТА 2 | АЛГ 1 | АЛГ 2 | —  | 0    |